# Involución (demo)
Involución, demo de la banda colombiana de metal Athanator grabado en 1993 a petición del público que les pedía más material.
El nombre del demo se origina, según los integrantes de la banda “de recordar lo retrógrado que es el ser humano y la sociedad en general”.

## Lista de canciones
1. Intro
2. Inquisición
3. ¿Quién es el anticristo?
4. Pasaje al Infierno
5. Pesadilla Macabra
6. La Pesada cruz de la muerte.
7. Entes de Guerra
8. Jardines Nucleares
9. Outro
10. Sacrilegio
11. Black Magic
12. Instint of survival

Iturriotz
- Datos: Q5919648